# I. Cosimo de’ Medici
I. Cosimo de’ Medici (Firenze, 1519. június 12. – Villa di Castello, 1574. április 21.), a Medici-család tagja, Firenze hercege 1537. szeptember 20. és 1569. augusztus 27. között, majd Toszkána nagyhercege 1569. augusztus 27. és 1574. április 21. között.

## Élete és uralkodása
Idősebb Cosimo vagy Lorenzo de’ Medici herceg egyenes ági leszármazottai soha nem szereztek abszolút hatalmat. Ez a kiváltság a Medici-család fiatalabb ágának egyik tagjának jutott. Egy zsoldoskapitány, Giovanni dalle Bande Nere fia, Caterina Sforza unokája, Cosimo herceg lett az első nagyherceg, és befejezte Firenze regionális hatalommá alakítását. Cosimóval a köztársasági rendszer utolsó nyomai is eltűntek. 1557-ben megszerezte az ősi ellenségnek számító Sienát. Felépítette Firenze tengerparti flottáját, amely jelentős szerepet játszott a lepantói tengeri ütközetben. 1569-ben V. Piusz pápától megkapta a nagyhercegi címet. Mivel a köztársasági intézményeket teljesen felszámolta, a városházára sem volt többé szükség, ezért családjával a Medici-Riccardi palotából átköltözött a Palazzo Vecchióba, majd onnan 1560-ban áttelepültek a Pitti-palotába, s ez lett a továbbiakban a nagyhercegek rezidenciája. Építésze, Giorgio Vasarival 1559-ben megkezdte az Uffizi építését, ahová Cosimo a nagyhercegség különböző hivatalait kívánta összpontosítani. Felépíttette a ma Vasari-folyosónak nevezett egykilométeres átjárót a Pitti-palota és a Palazzo Vecchio között. Cosimo alapítása volt a Firenzei Képzőművészeti Akadémia 1565-ben.
A Firenzei Egyetemen az ő uralkodása alatt nőtt a tanszékek száma, például a gyakorlati orvostudománnyal bővült az oktatás.
Cosimo nagyherceg 1539-ban feleségül vette a nápolyi alkirály, Toledói Péter 20 éves leányát, Eleonóra hercegnőt. Házasságkötése után Cosimo herceg a Palazzo della Signoriára költözött, ahol kétszáz svájci és német gárdista vigyázott a biztonságára. Eleonóra mindvégig hűséges és intelligens tanácsadója volt férjének. Amikor húszévi házasság után szeretett felesége meghalt, Cosimo elidegenedett a világtól. Két évvel később a kiégett Cosimo lemondott. Utóda, elsőszülött fia, Francesco de’ Medici 1574-1587 teljesen alkalmatlan volt az uralkodásra. Őt öccse, I. Ferdinánd (Ferdinando de’ Medici)) követte 1587–1609 között, aki több mint 20 éven át bíborosként Rómában élt.
Ő alapította a Szent István Lovagrendet 1554-ben, amit a pápa csak 1562-ben szentelt fel.